# 7-11 e Doppi
7-11 e Doppi è un gioco con i dadi, in cui spesso si usa bere e che può essere giocato da almeno tre persone.

## Equipaggiamento
- Due dadi
- Un bicchiere vuoto
- Birra o vodka

## Preparazione
- Mettere il bicchiere vuoto in mezzo al tavolo da gioco.
- Per stabilire l'ordine da seguire, ognuno lancia due dadi, e colui che ottiene il punteggio più alto sarà il primo giocatore del turno.

## Regole
- Un giocatore versa una qualsiasi quantità voluta di liquore o birra nel bicchiere, dopo di che lancia i dadi.
- Se il lancio dà come esito 7, 11, o due numeri uguali, sceglie un altro giocatore che deve bere tutto il bicchiere che ha versato.
  - Chiunque venga scelto per bere deve terminare la birra o liquore del bicchiere prima che il giocatore seguente rilanci i dadi e faccia 7, 11 o dei numeri doppi.
  - Il nuovo giocatore non può toccare i dadi fino a che l'altra persona non ha toccato il bicchiere con la mano.
  - Se il bevitore finisce la birra o il liquore e mette il bicchiere sul tavolo prima che i dadi si fermino sul 7, 11 o su numeri doppi, lui riempie il bicchiere tanto quanto vuole e passa i dadi alla persona seguente.
  - Se il bevitore non finisce di bere il bicchiere prima che i dadi si fermino, allora il processo viene ripetuto fino a che lui non riesce a batterlo.
- In un punto qualunque del gioco, un altro giocatore può rubare il bicchiere e bere al posto del bevitore indicato. Se questo accade, quel giocatore diventa il bevitore indicato con tutte le regole.
- Al bevitore indicato non è permesso spostare i dadi.[1]